# Julie Cohen
Julie Cohen é uma produtora cinematográfica americana. Como reconhecimento, foi nomeada ao Óscar 2019 na categoria de Melhor Documentário em Longa-metragem por RBG (2018).